# Furazolidon
Furazolidon ist eine chemische Verbindung aus der Gruppe der Nitrofuranderivate und Oxazolidine.

## Gewinnung und Darstellung
Furazolidon kann durch eine mehrstufige Reaktion beginnend mit der Reaktion von 2-Hydrazinoethanol mit Diethylcarbonat gewonnen werden.

## Eigenschaften
Furazolidon ist ein gelblicher kristalliner Feststoff, der wenig löslich in Wasser ist. Es dunkelt in starkem Licht nach und zersetzt sich durch Alkalien.

## Verwendung
Furazolidon ist ein Breitspektrumantibiotikum mit antiprotozoischer und antibakterieller Wirkung. Es wird zur Behandlung von Bakterien- und Protozoeninfektion im Darmbereich beim Menschen sowie in der Veterinärmedizin eingesetzt. 
Das Wirkspektrum von Furazolidon umfasst Giardien, Trichomonaden, Kokzidien, Vibrio cholerae sowie viele Stämme von E. coli, Enterobacter, Campylobacter, Salmonella und Shigella.
Die Anwendung von Furazolidon bei Tieren, die Lebensmittel liefern, wurden von der EU bereits im Jahr 1995 verboten.
Die Verbindung wurde ab 1952 in der Veterinärmedizin eingesetzt und im selben Jahrzehnt später auch beim Menschen. In der Humanmedizin wird es inzwischen nur noch begrenzt verwendet.

## Unerwünschte Wirkungen
Die Verabreichung von Furazolidon an Patienten mit essentieller Hypertonie führte zu einer ausgeprägten Überempfindlichkeit gegenüber Tyramin und Amphetamin, zu einer Hemmung der intestinalen Monoaminoxidase und zu einer erhöhten Tryptaminausscheidung im Urin.
In einer Studie von 1982 wurde über eine leichte, reversible Verminderung der Futteraufnahme und Gewichtszunahme sowie einen möglichen Einfluss auf die Thiaminverwertung bei Geflügel berichtet.

## Sicherheitshinweise
Es sind Kontaktallergien bekannt, die nach versehentlichem Kontakt beobachtet wurden.

## Regulierung
Über den Safe Drinking Water and Toxic Enforcement Act of 1986 besteht in Kalifornien seit 1. Januar 1990 eine Kennzeichnungspflicht für Produkte, die Flunisolid enthalten.